# Музей истории греков Приазовья
Музей истории греков Приазовья (укр. Музей історії греків Приазов’я) — филиал Мариупольского краеведческого музея. Расположен по адресу — пгт Сартана, ул. Генерала Куркчи, 37-а.
Экспозиция музея отражает процесс переселения греков из Крымского ханства в Приазовье в 1778—1780 годах, освоение нового края, развитие хозяйственной деятельности (земледелие, скотоводство, торговля, промыслы), сохранение культурных традиций (оформление жилья, одежда, украшения, обряды и праздники), развитие греческой диаспоры Приазовья до настоящего времени.